# قو تشيو
قو تشيو هي لاعب هوكي الحقل صينية، ولدت في 25 نوفمبر 1995.